# Albert Miralles Berge
Albert Miralles Berge (Barcelona, 14 de maig de 1982) és un jugador de bàsquet català que juga a la posició de pivot.
L'agost de 2013 va firmar un contracte per dues temporades amb el Club Joventut de Badalona. L'estiu de 2015 va renovar la seva vinculació amb el club badaloní per dues temporades més.

## Clubs
- Joventut Badalona, categories inferiors
- 1998-99Joventut Badalona Junior
- 1999-00 EBA. Joventut Badalona.
- 1999-00 ACB. Pintures Bruguer Badalona.
- 2000-01 ACB. Joventut Badalona. Tallat per Nkechi Ezugwu.
- 2000-01 LEB. Drac Inca. (Cedit).
- 2001-02 LEB. Club Ourense Bàsquet. (Cedit)
- 2002-03 LEGA. ITA. Virtus Bolonya. (Tallat després de cinc partits)
- 2002-03 LEGA2. ITA. Vip Rimini. (Cedit).
- 2003-04 LEGA. ITA. Roseto Basket.
- 2004-05 LEGA. ITA. Vertical Vision Cantù.
- 2005-09 ACB. Pamesa València.
- 2009-11 ACB. San Sebastián Gipuzkoa Basket Club.
- 2011-12 LEGA. Pallacanestro Biella.[3]
- 2012-13 Bundesliga. ALE. ALBA Berlín
- 2013-15 ACB. Club Joventut de Badalona[1][2]

## Internacionalitats
- Selecció d'Espanya Junior.
- Selecció d'Espanya Sub-20.
- 2000 Torneig de Mannheim. Selecció d'Espanya Junior.
- 2000 Campionat d'Europa Júnior. Selecció d'Espanya.
- 27/8/2008 Selecció d'Espanya absoluta. Debut. Preparació de l'Europeu de Sèrbia-Montenegro. Calp (Alacant). (Espanya 95 - França 84).

## Palmarès
- 2000-01 Campionat d'Espanya Sub-20. Joventut Badalona. Campió.
- 2002 Campionat d'Europa. Selecció Nacional Sub-20. Vilnius. Medalla de Plata.
- 2002 Supercopa d'Itàlia. Virtus Bolonya. Subcampió.
- 2005-06 Copa del Rei. Pamesa València. Madrid. Subcampió.